# 北信理化
株式会社北信理化（ほくしんりか、HOKUSHINRIKA Co.,Ltd.）は、長野県長野市に本社を置いていた、理化学機器、科学計測機器などの販売・修理・メンテナンスを行う企業である。

## 沿革
- 1950年（昭和25年）5月1日 - 長野市新田町にて創業
- 1951年（昭和26年） - 北信理化学有限会社設立
- 1966年（昭和41年） - 松本営業所開設
- 1974年（昭和49年） - 本社を現在地に移転
- 1977年（昭和52年） - 株式会社北信理化に改組
- 1986年（昭和61年） - 松本営業所を支店に昇格し現在地に移転
- 2009年（平成21年） - 甲府営業所を開設
- 2010年（平成22年） - 松本支店に産業機械課を設置
- 2013年（平成25年） - 丸文通商の子会社化
- 2019年（平成31年） - 親会社の丸文通商に吸収合併[1]

## 事業内容
下記製品ならびに付属品・消耗品等の販売・技術サービス
- 科学計測機器　：（電子顕微鏡・EPMA・X線分析装置）
- 分析機器　：（質量分析計・クロマトグラフ・分光光度計）
- 理化学機器　：（乾燥器・天秤・電気炉・計量器）
- 試験検査機器　：（材料試験機・硬さ試験機）
- 光学測定機器　：（三次元測定装置・ファイバースコープ）
- 顕微鏡　：（生物顕微鏡・実体顕微鏡・金属顕微鏡）
- 電気計測機器　：（温度計・湿度計・記録計・絶縁計）
- デバイス検査機器　：（X線透視装置・原子間力顕微鏡・形状測定器　）
- ライフサイエンス機器　：（TOF／MS・DNAシーケンサ、・PCR）
- 環境測定機器　：（大気測定装置・水質測定装置・騒音、振動計）
- 真空応用機器　：（真空ポンプ　薄膜形成装置・真空計）
- 医用、介護、福祉機器　：（血圧計・AED・ベッド・模型、標本）
- 研究実験施設　：（実験台・ドラフトチャンバー・排ガス処理装置）

## 主な取り扱いメーカー
- 島津製作所
- ヤマト科学
- オリンパス
- リオン
- 東亜ディーケーケー
- 島津理化
- ヤガミ
- アズワン

北信理化の取り扱いメーカーリスト一覧は、北信理化ホームページに掲載されている。

## 事業所
- 本社 - 長野県長野市アークス5番7号
- 松本支店 - 長野県松本市笹賀7600番地52
- 甲府営業所 - 山梨県甲斐市長塚1-15